# Alan L. Bean
Alan LaVern Bean (Wheeler, Texas; 15 de marzo de 1932-Houston, 26 de mayo de 2018) fue un oficial naval estadounidense y aviador naval, ingeniero aeronáutico, piloto de pruebas y astronauta de la NASA; además de artista.Fue la cuarta persona en caminar sobre la Luna. Fue seleccionado para convertirse en astronauta por la NASA en 1963.
Hizo su primer vuelo al espacio a bordo del Apolo 12, la segunda misión tripulada para aterrizar en la Luna, a los 37 años en noviembre de 1969. Hizo su segundo y último vuelo al espacio en la misión Skylab 3 en 1973, la segunda misión tripulada a la estación espacial Skylab. Después de retirarse de la Armada de los Estados Unidos en 1975 y de la NASA en 1981, siguió su interés por la pintura, representando diversas escenas relacionadas con el espacio y documentando sus propias experiencias en el espacio, así como la de sus compañeros astronautas del programa Apolo. Fue el último miembro vivo de la tripulación del Apolo 12.

## Experiencia como astronauta
Bean fue seleccionado por la NASA para el tercer grupo de reclutamiento en 1963. Fue seleccionado como piloto de reserva del proyecto Gemini 10 y Apolo 9. Al fallecer el astronauta Clifton Williams en un accidente aéreo y gracias a la elección personal del comandante Charles Conrad, se convirtió en el piloto del módulo lunar del Apolo 12. En noviembre de 1969, Pete y Bean alunizaron en el Océano de las Tormentas, donde efectuaron numerosos experimentos científicos. Por un descuido de Bean con la rudimentaria cámara de televisión de la época, al enfocarla directamente al sol y resultar dañada, se poseen muy pocas imágenes de video de la misión Apolo 12 sobre la superficie de la Luna.
En 1973 fue comandante de la segunda tripulación de la estación espacial Skylab (misión SL-3), batiendo el récord de permanencia en el espacio orbitando la tierra durante 59 días.
Bean fue piloto reserva en la misión Apolo-Soyuz, dedicándose posteriormente a formar nuevos astronautas y ocupando diversos cargos dentro de la NASA. Finalmente dejó la NASA en junio de 1981 para dedicarse a ser pintor.

### Temprana edad y educación
Bean nació el 15 de marzo de 1932 en Wheeler, la sede del condado de Wheeler, en el noreste de Texas Panhandle. Era de ascendencia escocesa. De niño, vivió en Minden, la sede de Webster Parish en el noroeste de Luisiana, donde su padre trabajaba para el Servicio de Conservación de Suelos de los Estados Unidos. Se graduó de R. L. Paschal High School en Fort Worth, Texas, en 1950.
Bean recibió una licenciatura en Ingeniería Aeronáutica de la Universidad de Texas en Austin en 1955. En UT fue miembro de la fraternidad Delta Kappa Epsilon (capítulo de Omega Chi). Fue comisionado como alférez de la Armada de los Estados Unidos A través del Cuerpo de Entrenamiento de Oficiales de Reserva Naval en UT Austin, asistió a entrenamientos de vuelo. Después de completar el entrenamiento de vuelo, fue asignado a un Escuadrón de Ataque 44 (VA-44) en NAS Jacksonville, Florida, de 1956 a 1960, pilotando el F9F Cougar y A4D Skyhawk. Después de un período de servicio de cuatro años, asistió a la Escuela de Pilotos de Pruebas Navales de los Estados Unidos (USNTPS) en NAS Patuxent River, Maryland, donde su instructor era su futuro Comandante del Apolo 12, Pete Conrad. Luego voló como piloto de pruebas en varios tipos de aviones navales. Tras su asignación en USNTPS, fue asignado al Escuadrón de Ataque 172 (VA-172) en NAS Cecil Field, Florida, volando el A-4 Skyhawk desde 1962 hasta 1963, tiempo durante el cual fue seleccionado como astronauta de la NASA.
Bean era un Boy Scout y obtuvo el rango de Primera Clase.
Bean registró más de 7145 horas de vuelo, incluidas 4890 horas en aviones a reacción.

### Carrera de la NASA
Bean fue seleccionado por la NASA para el Grupo 3 de Astronautas en 1963 (después de no haber sido seleccionado para Grupo 2 de Astronautas el año anterior). Fue seleccionado para ser el piloto de comando de reserva para Gemini 10, pero no tuvo éxito en asegurar una asignación temprana de vuelo de Apolo. Mientras tanto, fue colocado en el Programa de Aplicaciones Apolo. En esa puesto, fue el primer astronauta en bucear en el Simulador de flotabilidad neutra y un campeón del proceso de entrenamiento de astronautas. Cuando el astronauta Clifton Williams murió en un accidente aéreo, se abrió un espacio para Bean en el equipo de apoyo para el Apolo 9. El comandante del Apolo 12 Conrad, que había instruido a Bean en la Escuela Naval de pruebas de vuelo años antes, solicitó personalmente a Bean para reemplazar a Williams.

#### Programa Apolo

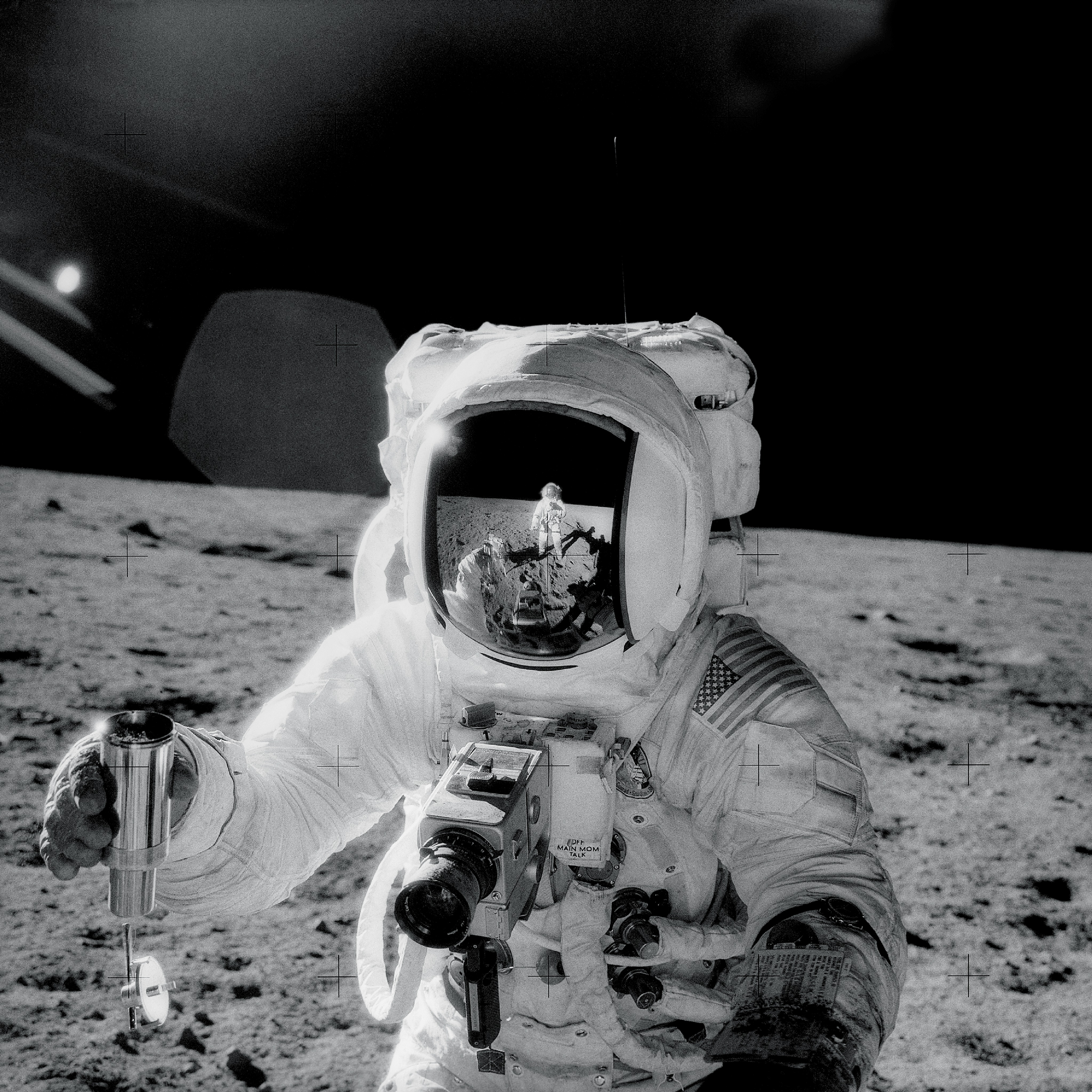
Bean en la luna durante el Apolo 12

Bean fue el piloto del módulo lunar en el Apolo 12, el segundo aterrizaje lunar. En noviembre de 1969, Bean y Pete Conrad aterrizaron en el Océano de las Tormentas de la Luna, después de un vuelo de 250,000 millas y un lanzamiento que incluyó un terrible rayo. Fue el astronauta que ejecutó la instrucción "Vuelo, prueba SCE a 'Aux'" de John Aaron para restaurar la telemetría después que la nave espacial fuera alcanzada por un rayo 36 segundos después del lanzamiento, salvando así la misión. Exploraron la superficie lunar, hicieron varios experimentos de superficie lunar e instalaron la primera estación generadora de energía nuclear en la Luna para proporcionar la fuente de energía. Dick Gordon permaneció en la órbita lunar fotografiando los sitios de aterrizaje para futuras misiones.

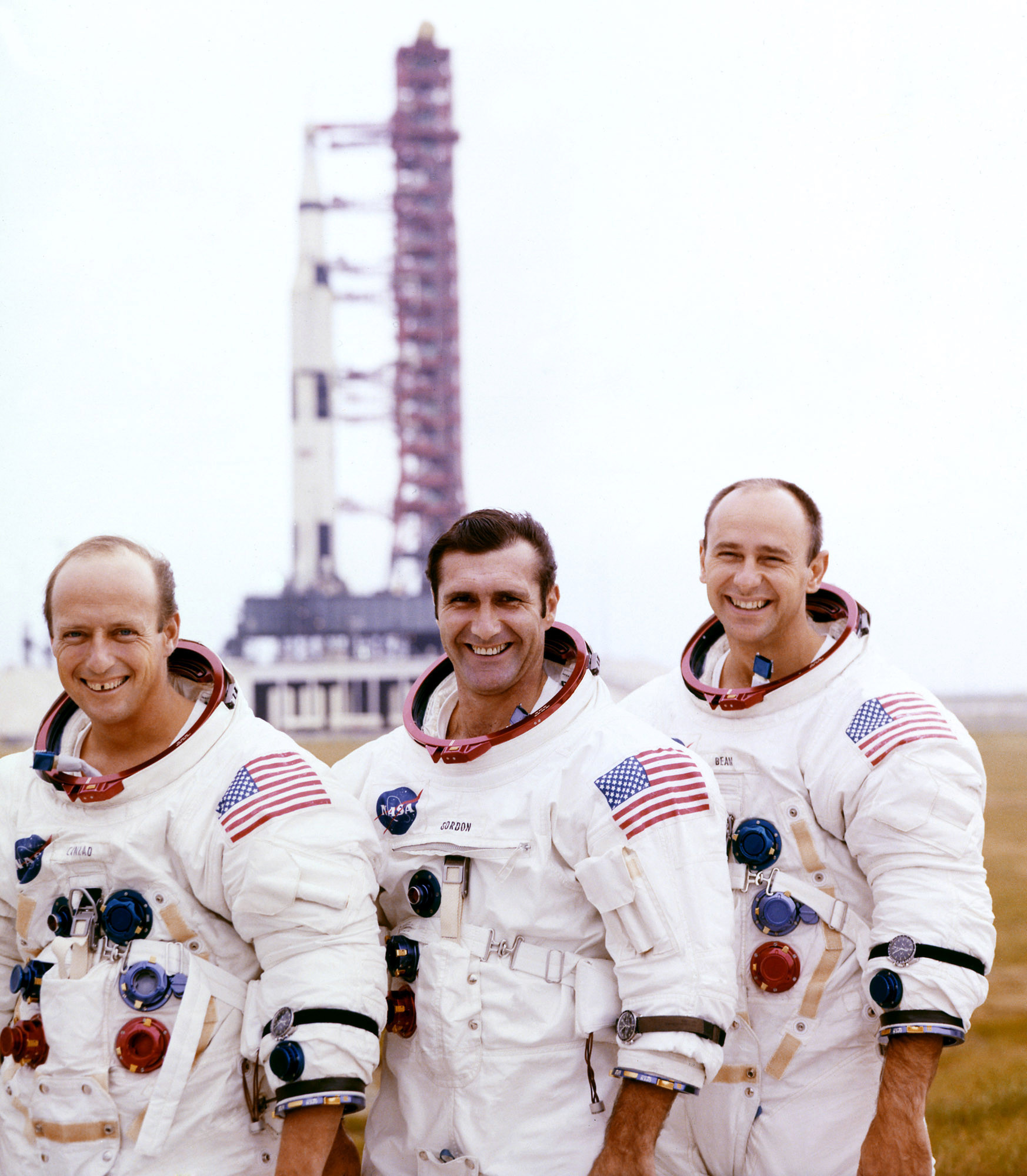
Pete Conrad, Dick Gordon y Alan Bean posan con su cohete lunar Apolo 12 Saturno V en el fondo de la plataforma de Cabo Cañaveral el 29 de octubre de 1969

Bean había planeado usar un autodisparador para su cámara Hasselblad para tomar una fotografía de él mismo y Pete Conrad mientras estaban en la superficie lunar cerca de la nave espacial Surveyor III. Esperaba grabar una buena foto y también confundir a los científicos de la misión sobre cómo se podría haber tomado la foto. Sin embargo, ni él ni Conrad pudieron ubicar el cronómetro en la bolsa de herramientas mientras estaban en el sitio Surveyor III y perdieron la oportunidad. No localizó el disparador automático hasta el final del EVA cuando ya era demasiado tarde para usarlo, y en ese momento lo tiró tan fuerte como pudo. Sus pinturas de cómo se vería esta foto (titulada "The Fabulous Photo We Never Took") y una de sus infructuosas búsquedas del cronómetro ("Our Little Secret") están incluidas en su colección de pinturas de Apolo.
El traje de Bean se exhibe en el National Air and Space Museum.

#### Skylab

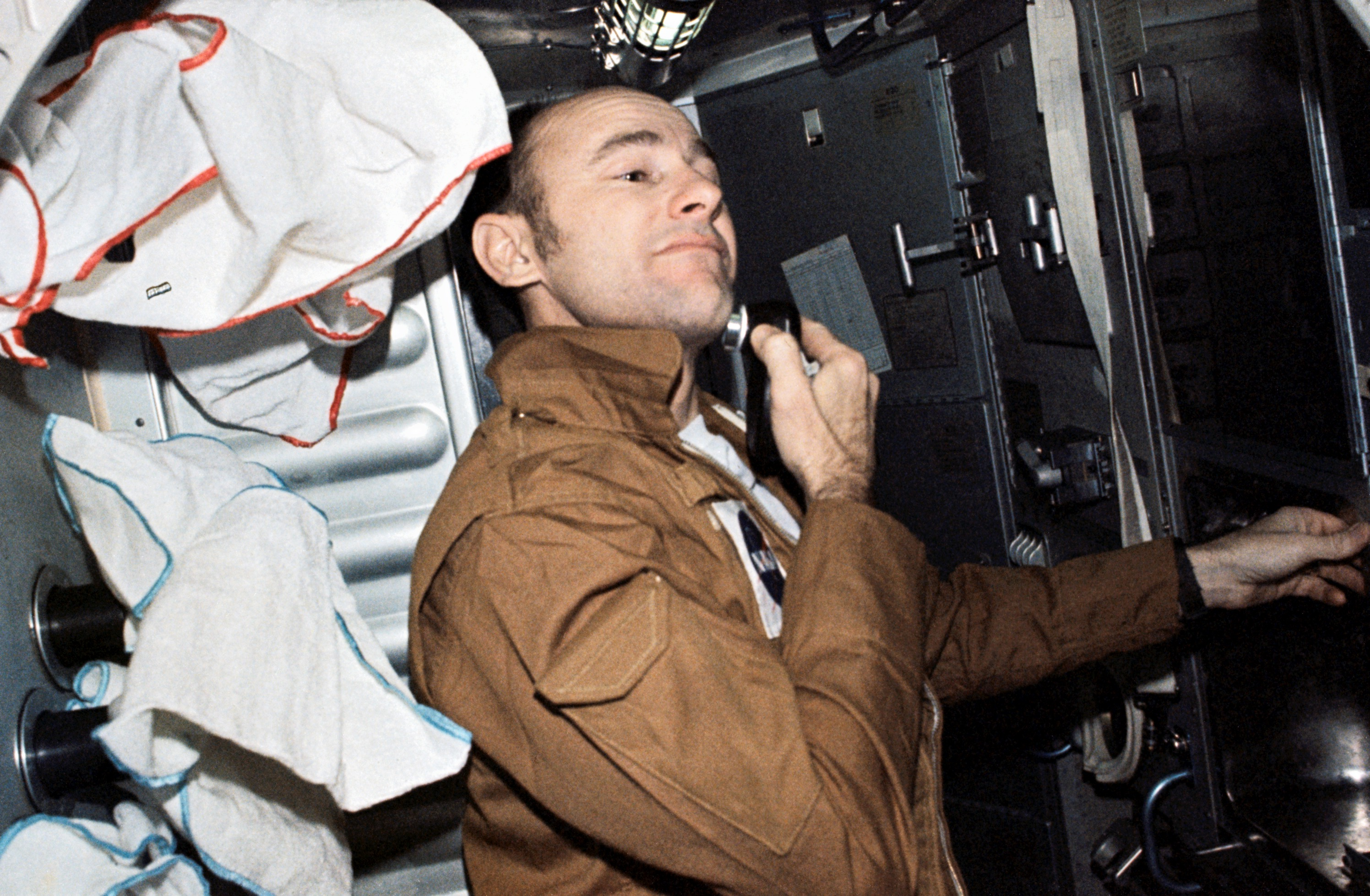
Bean afeitándose durante la misión Skylab 3.

Bean también fue el comandante de la nave espacial Skylab 3, la segunda misión tripulada a Skylab, desde el 29 de julio de 1973 hasta el 25 de septiembre de 1973. Con él en el vuelo de 59 días con 24.4 millones de millas récord mundial, fue científico astronauta. Owen Garriott y el Coronel del Cuerpo de Marines Jack R. Lousma. Durante la misión, Bean probó un prototipo de la Manned Manuvering Unit y realizó una caminata espacial fuera del Skylab. La tripulación del Skylab 3 logró el 150 por ciento de sus objetivos previos a la misión.

### Carrera posterior a la NASA

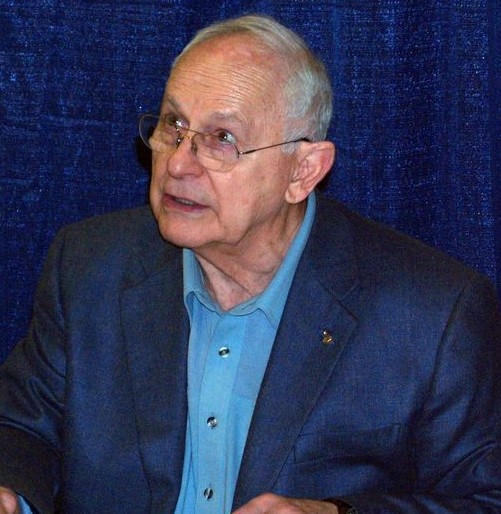
Bean, febrero de 2009

En su siguiente misión, Bean fue comandante de la nave espacial de reserva de la tripulación de vuelo de los Estados Unidos para el proyecto de prueba conjunto Apolo-Soyuz estadounidense-ruso.
Bean se retiró de la Marina en octubre de 1975 como capitán, y continuó como jefe del Grupo de Operaciones y Entrenamiento de Astronautas Candidatos dentro de la Oficina de Astronautas en calidad de civil.
Bean registró 1671 horas y 45 minutos en el espacio, de las cuales 10 horas y 26 minutos se gastaron en EVA en la Luna y en la órbita de la Tierra.

## Legado
Bean fue incluido en el Salón de la Fama del Espacio Internacional en 1983, el Salón de la Fama de los Astronautas de los Estados Unidos en 1997, y el Salón de la Fama de la Aviación Nacional en 2010.
Bean fue galardonado con un doctorado honoris causa en Ciencias del Texas Wesleyan College en 1972 y recibió un doctorado honoris causa en Ciencias de la Ingeniería de la Universidad de Akron (Ohio) en 1974. En 1975, el presidente Ford presentó al comandante Skylab Gerald Carr con el trofeo Robert H. Goddard Memorial Trophy en una ceremonia en la Casa Blanca, en representación de todos los astronautas del Skylab (incluido Bean).
Bean era miembro de la American Astronautical Society y de la Society of Experimental Test Pilots.

## Pintura

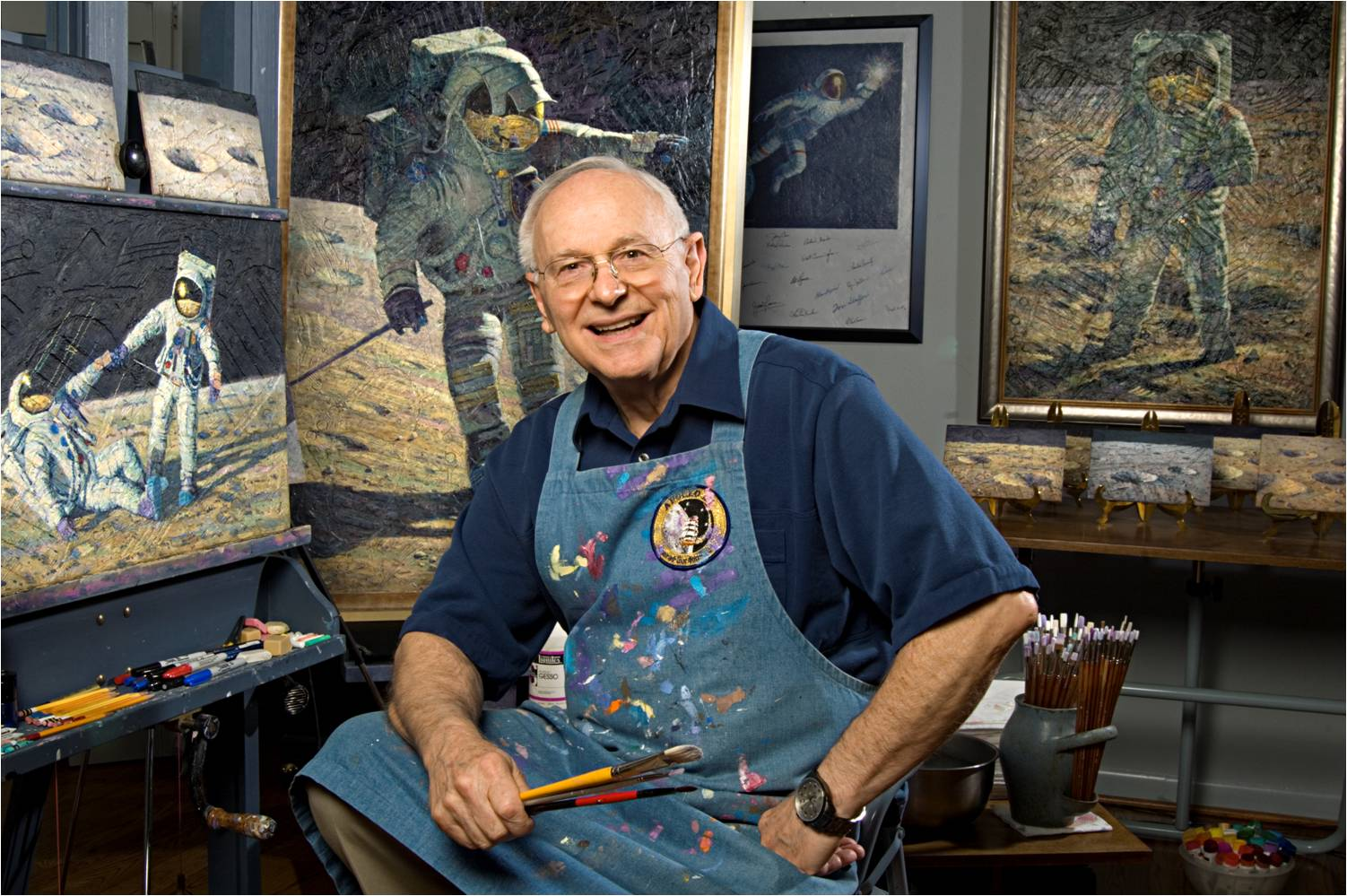
Bean en su estudio

Bean renunció a la NASA en junio de 1981 para dedicar su tiempo a la pintura. Dijo que su decisión se basaba en el hecho de que, en sus 18 años como astronauta, tuvo la suerte de visitar mundos y ver lugares que ningún artista, pasado o presente, haya visto de primera mano y esperaba expresar estas experiencias a través de su arte.
Como pintor, Bean quería agregar color a la Luna. "Tuve que encontrar una forma de agregar color a la Luna sin arruinarlo", comentó. En sus pinturas, el paisaje lunar no es un gris monótono, sino tonos de varios colores. "Si fuera un científico pintando la Luna, lo pintaría de gris. Soy un artista, así puedo agregar colores a la Luna", dijo Bean.
Las pinturas de Bean incluyen el Gran Premio Lunar y el Rock and Roll en el Océano de las Tormentas, y utilizó polvo lunar real en sus pinturas. Cuando comenzó a pintar, se dio cuenta de que los parches de recuerdo de su traje espacial estaban sucios de polvo lunar. Añadió pequeños pedazos de los parches a sus pinturas, lo que las hizo únicas. También usó un martillo para golpear el asta de la bandera en la superficie lunar, y una bota de luna bronceada para texturizar sus pinturas.
En julio de 2009, para el 40.º aniversario del alunizaje del Apolo 11, Bean exhibió sus pinturas lunares en el National Air and Space Museum de la Institución Smithsonian en Washington.

## Vida personal y muerte

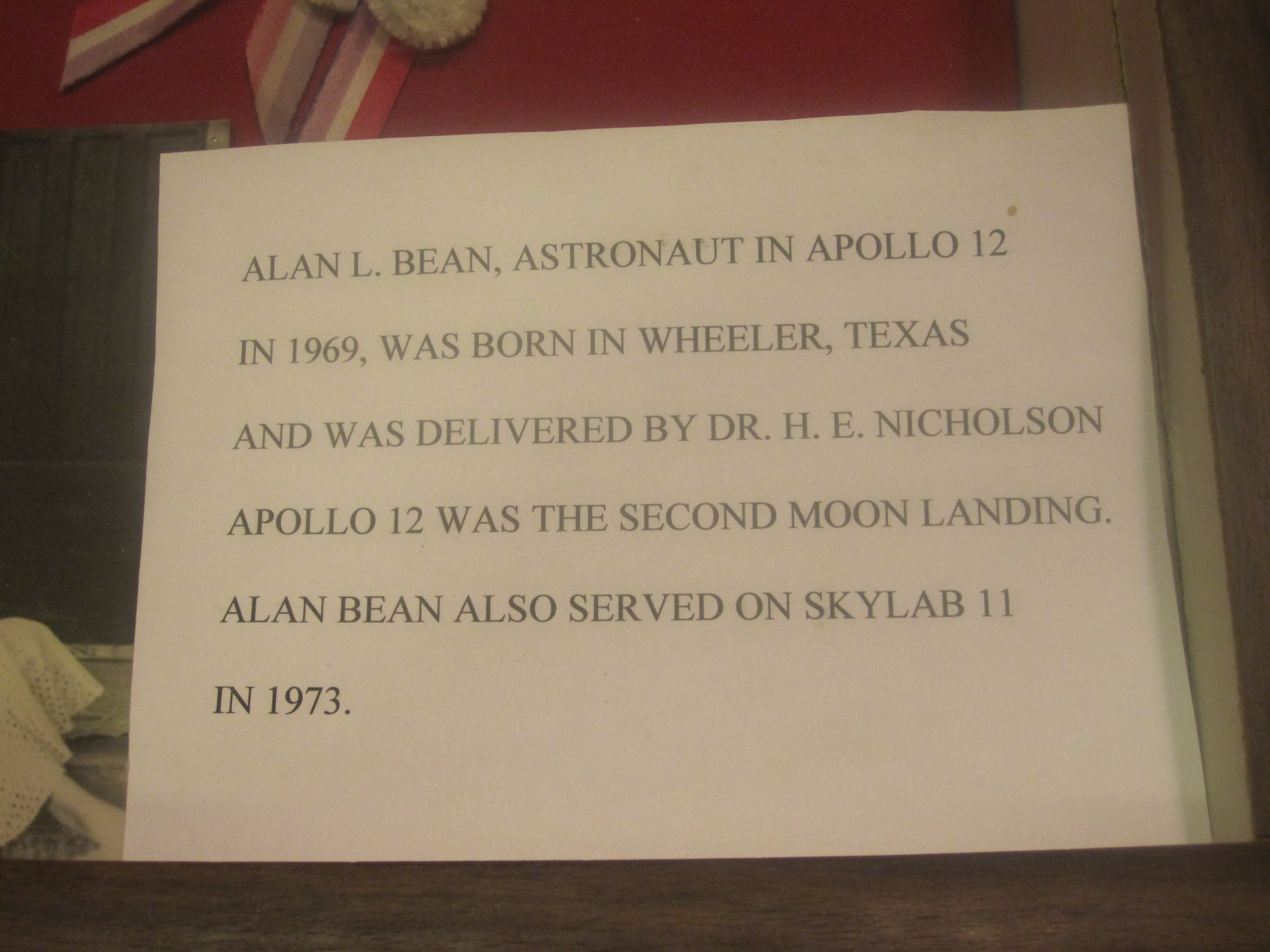
Marcador del museo de Alan Bean en Shamrock, Texas

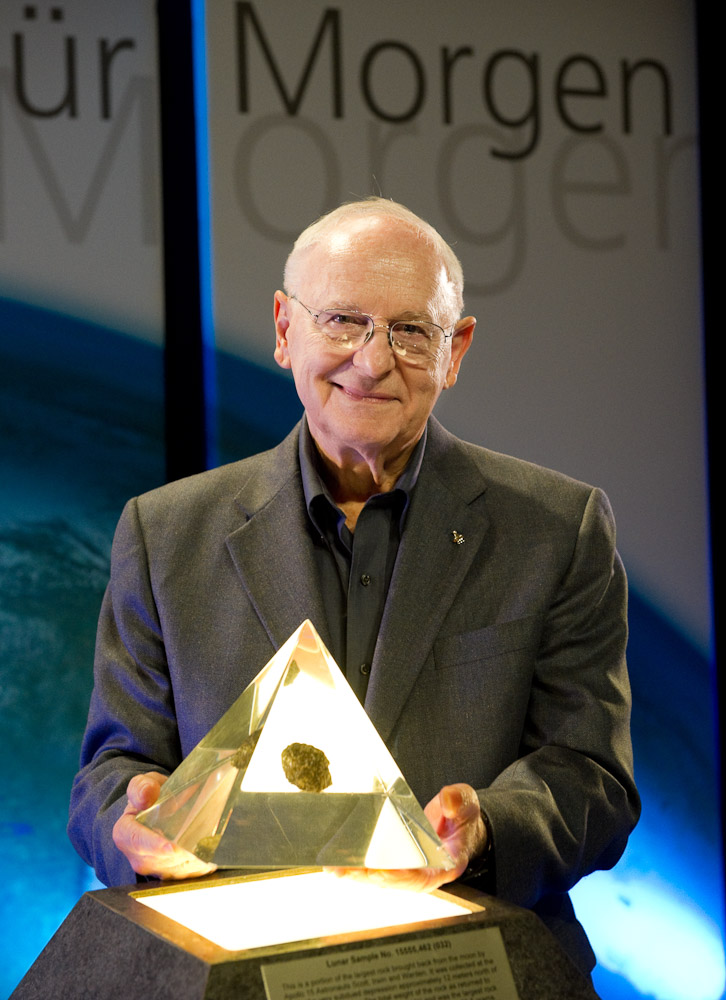
Bean presenta una pieza de roca lunar en el Gasometer Oberhausen en marzo de 2010

Una leyenda urbana dice que Bean dejó una pequeña pieza de tartán del clan MacBean en la Luna. Tal rumor lo disipó el mismo Bean en 2012.
Bean murió el 26 de mayo de 2018, en Houston, Texas, a la edad de 86 años. Su muerte se produjo después de una repentina enfermedad dos semanas antes, mientras estaba en Fort Wayne, Indiana. En el momento de su muerte, Bean estaba casado con su segunda esposa, Leslie. Tenía un hijo, Clay, y una hija, Amy Sue, ambos de su primer matrimonio. Era el último astronauta de la tripulación del Apolo 12 que seguía vivo.

## Libros
- My Life As An Astronaut (Mi vida como astronauta) (1989) ISBN 978-0671674250
- Apollo: An Eyewitness Account (with Andrew Chaikin) (Apolo: una cuenta testigo presencial) (1998) ISBN 978-0867130508
- Into the Sunlit Splendor: The Aviation Art of William S. Phillips (with Ann Cooper, Charles S. Cooper and Wilson Hurley) (en el esplendor iluminado por el sol: el arte de la aviación de William S. Phillips) (2005) ISBN 978-0867130935
- Mission Control, This is Apollo: The Story of the First Voyages to the Moon (with Andrew Chaikin) (Control de la misión, este es Apolo: la historia de los primeros viajes a la luna) (2009) ISBN 978-0670011568
- Painting Apollo: First Artist on Another World (Pintando Apolo: primer artista en otro mundo) (2009) ISBN 978-1588342645

El diario Skylab de vuelo de Bean aparece en "Homesteading Space", una historia del programa Skylab en colaboración con otros astronautas, el Dr. Joseph Kerwin y el Dr. Owen Garriott y el escritor David Hitt, publicado en 2008.